# Stunt Pogo

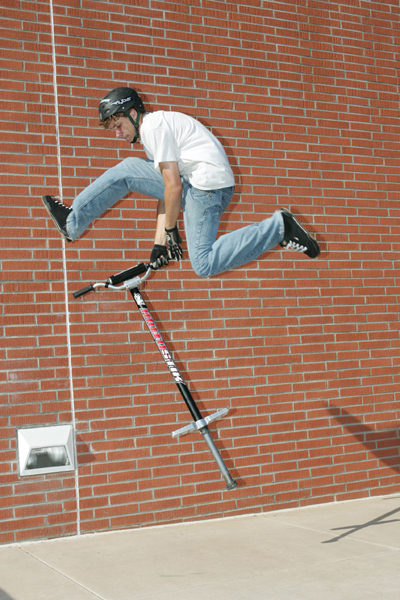
Nick McClintock führt einen „Under The Leg 180 Barspin“ aus

Stunt Pogo, Extreme Pogo oder manchmal auch Xpogo (wegen der gleichnamigen Website) ist eine Funsportart, bei der man Tricks auf einem Pogo Stick ausübt. Stunt Pogo wird oft verglichen mit anderen Extremsportarten wie z. B. BMX und Skateboarding, aus denen einige Tricks übernommen wurden.
Der Sport entstand Mitte der 90er in Amerika, obwohl Pogo Sticks schon seit den 20er Jahren existieren. Zwei Vertreter dieser Sportart, Dave Armstrong und Nick McClintock, vertraten den Sport bereits bei den X-Games. In Deutschland ist Stunt Pogo noch nicht sehr weit verbreitet. Momentan gibt es lediglich in den USA, in Kanada und in Großbritannien eine aktive Szene. Vereinzelt wird Stunt Pogo jedoch überall auf der Welt betrieben.
Die meisten Sportler benutzen Pogo Sticks, die u. a. eigens für den Sport angefertigt wurden, da die normalen Sticks, die primär für Kinder angefertigt wurden oder als Fitnessgerät dienen sollen, kaum eine geeignete Sprunghöhe erreichen und leicht zerbrechen. 
Diese sogenannten „Extreme“ Pogo Sticks erzeugen nicht wie gewöhnlich mit einer Stahlfeder Sprungkraft, sondern durch eine innenliegende Elastomer-Mischung oder eine Luftfederung.